# كيربي غريفين
كيربي غريفين (بالإنجليزية: Kirby Griffin)‏ هو لاعب كرة قدم أمريكية أمريكي، ولد في 16 يونيو 1983.

## وصلات خارجية
- كيربي غريفين على موقع JustSportsStats.com (الإنجليزية)